# Nobel-Friedenszentrum

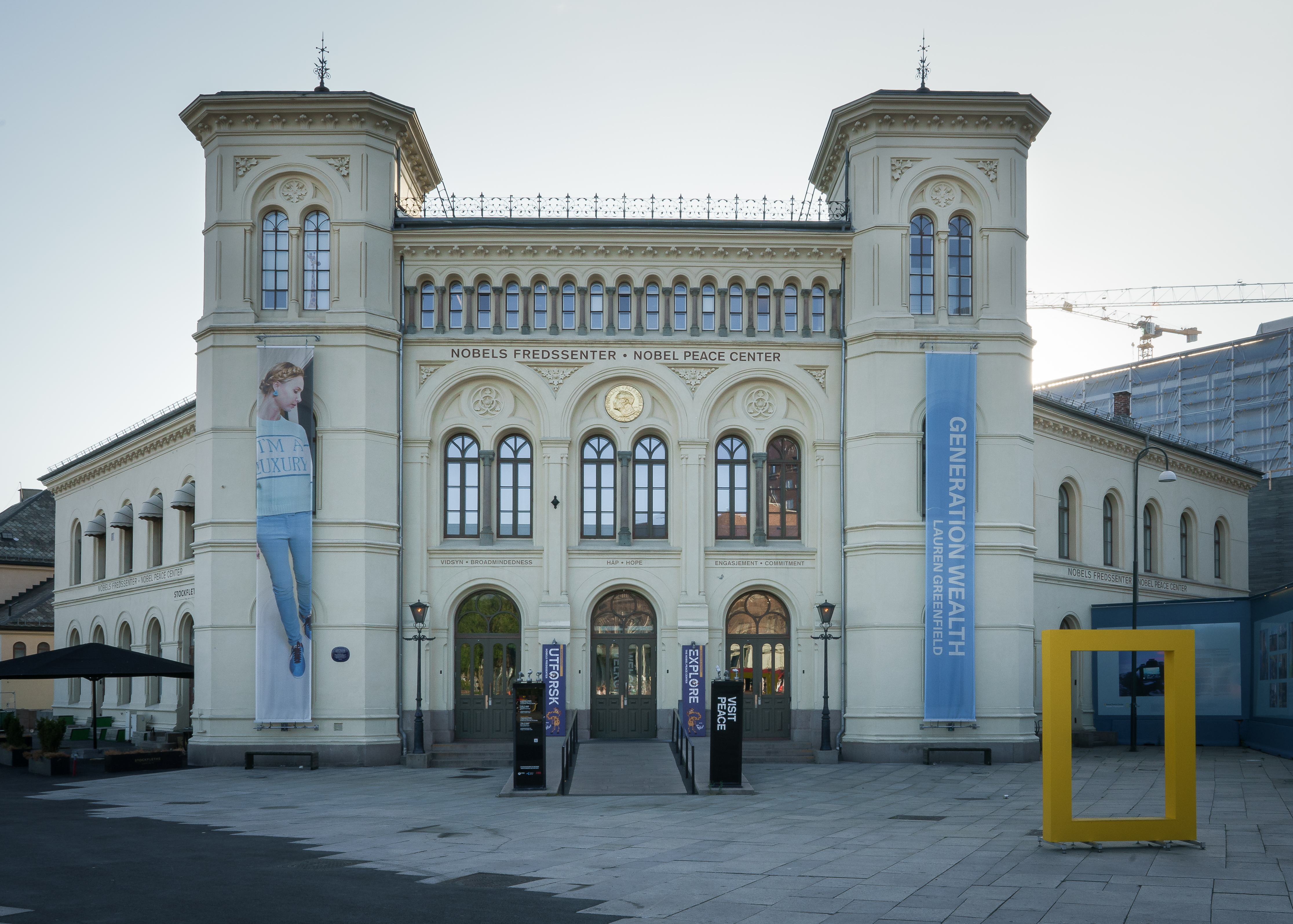
Vestbanestasjonen, Sitz der Stiftung

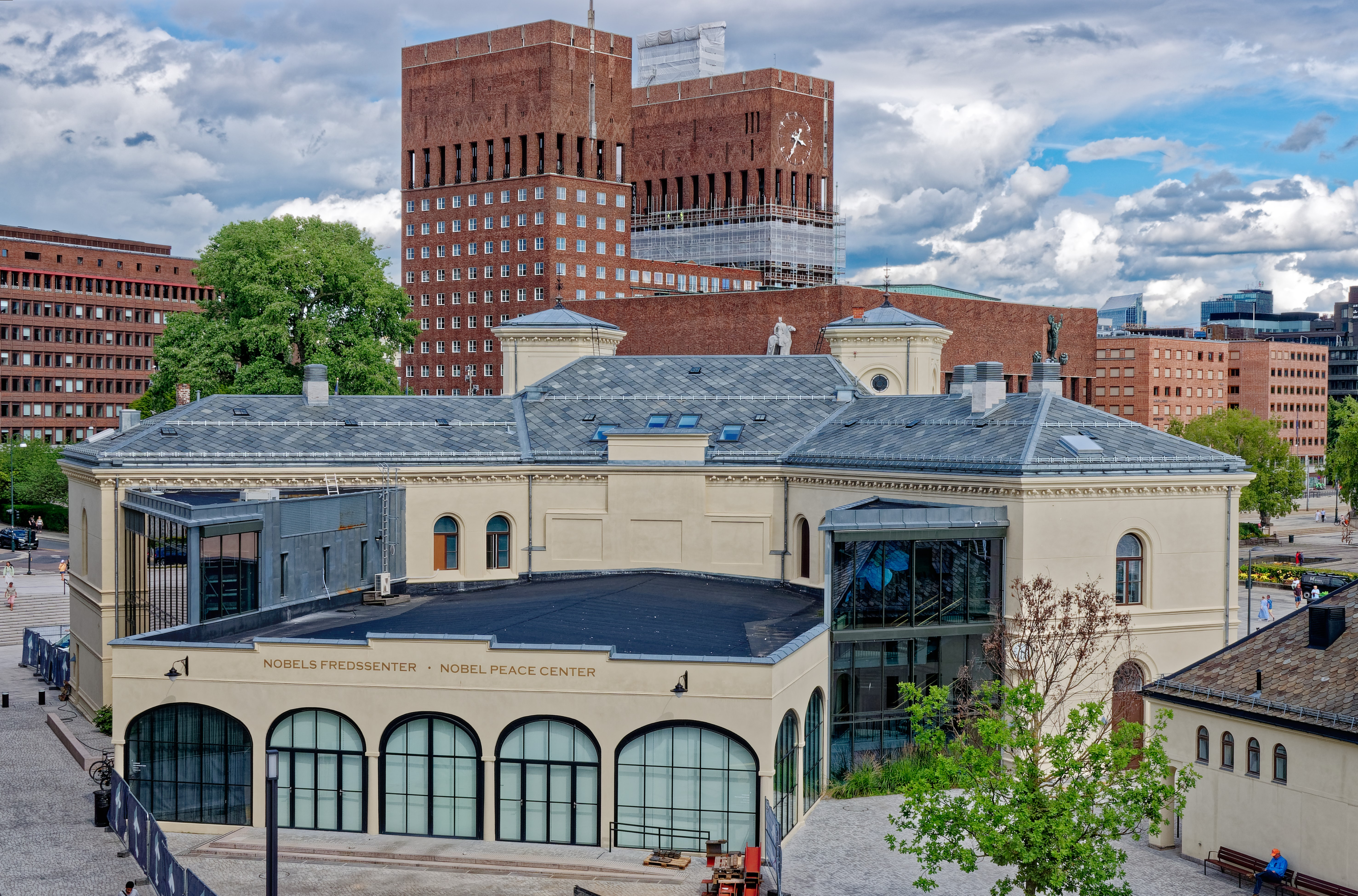
Rückseiten mit Rathaus

Das Nobel-Friedenszentrum (norwegisch Nobels Fredssenter) ist eine norwegische Stiftung, die anlässlich der Feiern zur 100-jährigen internationalen Souveränität Norwegens im Jahr 2000 vom norwegischen Parlament gegründet und am 11. Juni 2005 eröffnet wurde.
Die Stiftung informiert über den Friedensnobelpreis, die Preisträger und deren Arbeiten, sowie von aktuellen Konfliktherden auf der Welt und den Einsatz für den Frieden.
Die Stiftung hat ihren Sitz im Vestbanestasjonen, dem ehemaligen Westbahnhof, am Rathausplatz in Oslo, gegenüber dem Osloer Rathaus, wo der Friedensnobelpreis verliehen wird. In der alten Zughalle und der Galerie gibt es wechselnde Ausstellungen. Es finden auch Vorträge und Konferenzen statt und es werden Filme gezeigt. Ziel des Zentrums ist es, seine Besucher zur Reflexion und zum Engagement aufzufordern.
Nach der Eröffnung kamen im Laufe des Jahres 2005 etwa 100.000 Besucher zum Friedenszentrum. In den Jahren 2014 bis 2018 lag die jährliche Besucherzahl bei etwa 240.000. 2023 wurde das Zentrum für ein knappes Jahr geschlossen und renoviert.